# Subaru Vivio
O Vivio é um kei car que foi produzido pela Subaru entre Março de 1992 e Outubro de 1998. Ele possui um motor de 658 cm³ com injeção eletrônica de combustível multiponto, em sua versão mais potente alcança 64 cv (47 kW). Por ser um veículo pequeno e leve se encaixa na categoria de kei cars, o que garante a seu dono descontos em tributos no Japão.

## História
O nome "Vivio" é uma referência ao volume de deslocamento do motor, 660 cm³, escritos em números romanos (VI,VI,O), além disso também é inspirado pela palavra "vivid" (vívido em português). Ele veio para substituir o Subaru Rex que foi lançado na década de 1970, e no fim de sua trajetória ele, o Vivio, deu lugar ao Subaru Pleo. Ele foi disponibilizado em versões três e cinco portas, além de uma versão duas portas com teto targa chamada de T-top, disponibilizada apenas sob encomenda em 1994. O T-top era feito por Takada Kogyo, um especialista em conversíveis quem também fabricou os Nissan's Figaro e Silvia Varietta entre outros carros especiais.

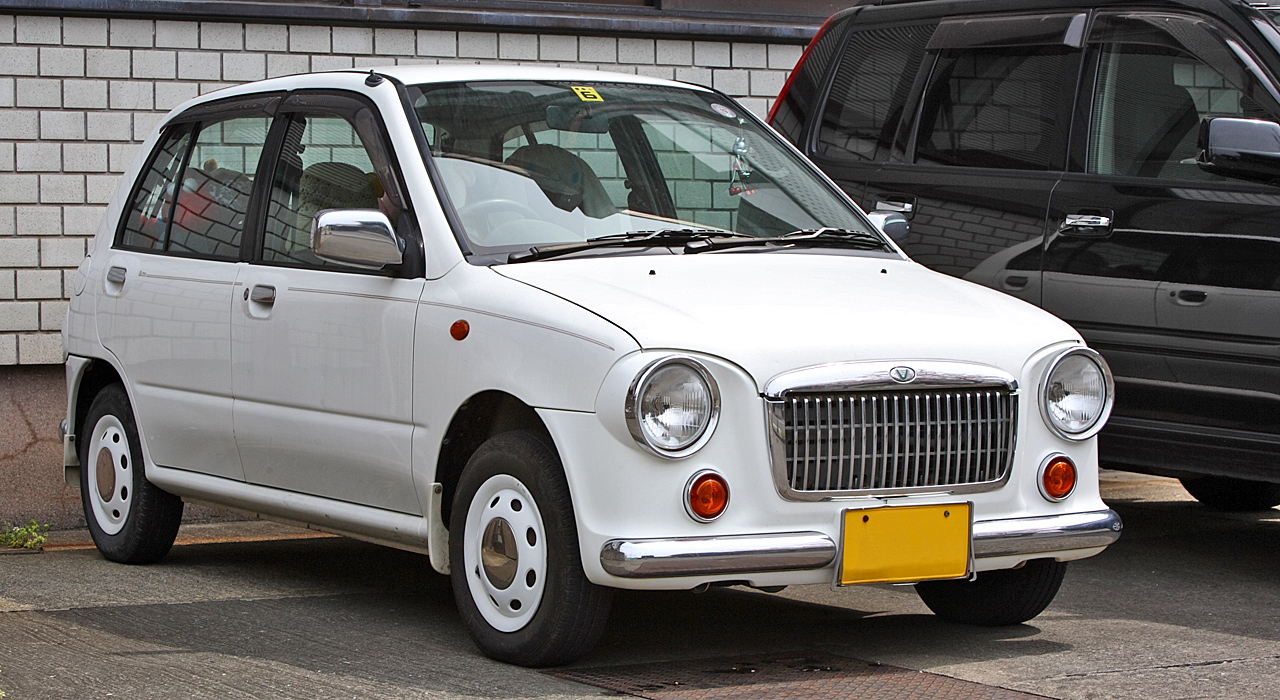
Subaru Vivio Bistro White Edition

Em Novembro de 1995 o Vivio Bistro foi introduzido a linha. Essa era uma versão modificada com tema retrô, sua dianteira e traseira eram fortemente influenciada pelo design do Mini original, combinando com os bancos e o painel modificado. A série Bistro foi muito popular, tão popular que a Subaru lançou várias versões do Bistro, chamadas de "Bistro B-Custom", "Bistro Chiffon", "Bistro White Edition", "L Bistro", "Sports Bistro" com rodas BBS, o "Bistro SS" que usava o mesmo motor do Vivio RX-SS, e o "Club Bistro" com aparência inspirada nos táxis britânicos os black cab. A cultura dos carros com estilo retrô foi bastante popular na década de 1990 no Japão, seguindo o sucesso dos carros da série "Pike" da Nissan, como o Pao e o Figaro. Subaru também tentou repetir esse sucesso com o Subaru Impreza em uma versão chamada de Casa Blanca que teve um relativo sucesso.
O Vivio foi disponibilizado ao mercado com motores de quatro cilindros em linha naturalmente aspirado ou sobrealimentado por um supercompressor e diferentes opções de transmissão (incluindo ECVT - uma transmissão continuamente variável controlada eletronicamente) e diversos pacotes de equipamentos. exceto o topo de linha RX-R, todos os motores eram SOHC de 8 válvulas. O modelo equipado com transmissão ECVT e supercharger alcançava 64 cv (47 kW) nesta configuração, e enquanto a versão de 16 válvulas Twin Cam RX-R eram limitadas para não gerar mais potência do que o SOHC, isso acontecia apenas para ficar dentro das limitações estabelecidas pelas legislações de keicars do Japão. O torque alegado era maior, 88 Nm (65 lb·ft) versus 84 Nm (62 lb·ft). Foram oferecidas versões de tração dianteira ou integral.
O arranjo de suspensão usado foi inspirado no Legacy ao invés de usar apenas suspensão MacPherson para reduzir custos de produção.

## Automobilismo

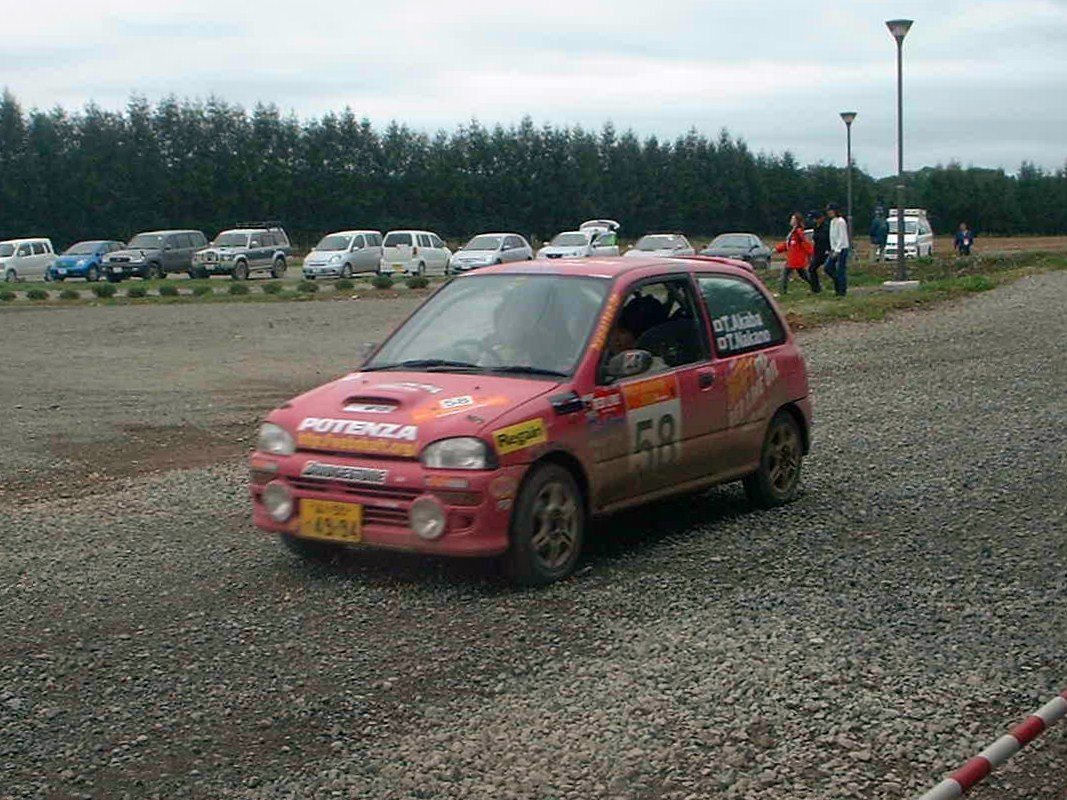
Subaru Vivio rallycar

As versões com supercharger RX-R e RX-RA foram largamente usadas em competições rally no Japão. RX-RA foi uma versão exclusiva para automobilismo com modificações como relação de marchas curta e suspensão mais firme que o RX-R. Ainda é possível ver alguns participantes usando o Vivio no WRC Rali do Japão.
Em 1992, durante o "rali raid" de Paris-Pequim, um participante privado correu com o Vivio RX-R equipado com o motor EN07X. A maioria das pessoas que viu o carro imaginou logo deixaria a competição, mas foi mais rápido que o time da Mitsubishi Pajero no prologue stage, e correu por mais de uma semana até que ela quebrasse a suspensão. O carro chegou à linha de chegada de forma não oficial depois que os reparos foram realizados, sem outros problemas sérios.
A mais famosa aparição do Vivio em um evento internacional foi no Safari Rally, em 1993,  com a intenção de promover este modelo, por decisão de Noriyuki Koseki, antigo piloto de fábrica, fundador da Subaru Tecnica International (STI) e dono da equipa que entrou em prova. Foram três os carros inscritos (o modelo desportivo - Super KK) conduzidos por Masashi Ishida, pelo condutor local Patrick Njiru e pela  estrela do WRC em ascensão, Colin McRae. O "Super KK" é o nome de homologação pela FIA para uma versão do RX-R, nas especificações para rali o motor de 660 cm³ produzia 85 cv (62,5 kW) a 6000 rpm.
Apenas um dos três carros terminou a prova, em 12 º lugar, conduzido por Njiru.
McRae conseguiu estabelecer o melhor tempo numa das etapas antes de abandonar com problemas de suspensão e a duas etapas de atingir Makindu.  Mais tarde, referiu acerca de carro: "pode-se escondê-lo em qualquer buraco que aparece ao longo das etapas". Ishida abandonou posteriormente devido a problemas de aquecimento.
Essa aparição foi satirizada pelo cartunista Jim Bamber na banda desenhada Yumping Yarns da revista Car & Car Conversions, quando ele representou McRae dirigindo seu Vivio embaixo de um elefante.

## Motor
| Motor | Disponibilidade | Deslocamento | Potência                 | Torque                         | 0–100 km/h (segundos) | Velocidade máxima (km/h) | Consumo Combinado (km/l) | Emissão de CO2 (g/km) |
| ----- | --------------- | ------------ | ------------------------ | ------------------------------ | --------------------- | ------------------------ | ------------------------ | --------------------- |
| EN07A | 1997 — 1998     | 658 cm³      | 47 cv (35 kW) @ 7000 rpm | 5,3 kgf-m (52,0 Nm) @ 4500 rpm | 18                    | 133                      | 19,6                     | 147.09                |
| EN07E | 1992 — 1998     | 658 cm³      | 53 cv (39 kW) @ 7200 rpm | 5,5 kgf-m (53,9 Nm) @ 5600 rpm | ND                    | ND                       | ND                       | ND                    |
| EN07Z | 1996 — 1998     | 658 cm³      | 64 cv (47 kW) @ 6400 rpm | 8,6 kgf-m (84,3 Nm) @ 4400 rpm | 16                    | 138                      | ND                       | ND                    |
| EN07X | 1992 — 1998     | 658 cm³      | 64 cv (47 kW) @ 7200 rpm | 10,8 kgf-m (106 Nm) @ 4000 rpm | ND                    | ND                       | ND                       | ND                    |